# Il serpente a sonagli
Il serpente a sonagli è un film del 1935 diretto da Raffaello Matarazzo. È un giallo all'italiana ed è considerato un film perduto.

## Trama
In un austero collegio femminile, due giovani allieve sottraggono dalla farmacia una sostanza che provoca disturbi con il fine di somministrarla nottetempo di nascosto, anche se per scherzo, ad una istitutrice molto severa e malvista. Sennonché la mattina dopo la donna viene trovata morta avvelenata e qualcuno sostiene che nella notte si sia sentito nella sua stanza un sibilo come di un serpente a sonagli.
Alcuni indizi accentrano i sospetti proprio sulle due allieve, quelle che più si erano scontrate con la vittima. Ma il giovane ispettore di polizia che conduce l'inchiesta non è convinto di questa ipotesi e vuole scavare più a fondo nelle relazioni esistenti tra le varie ospiti del collegio.

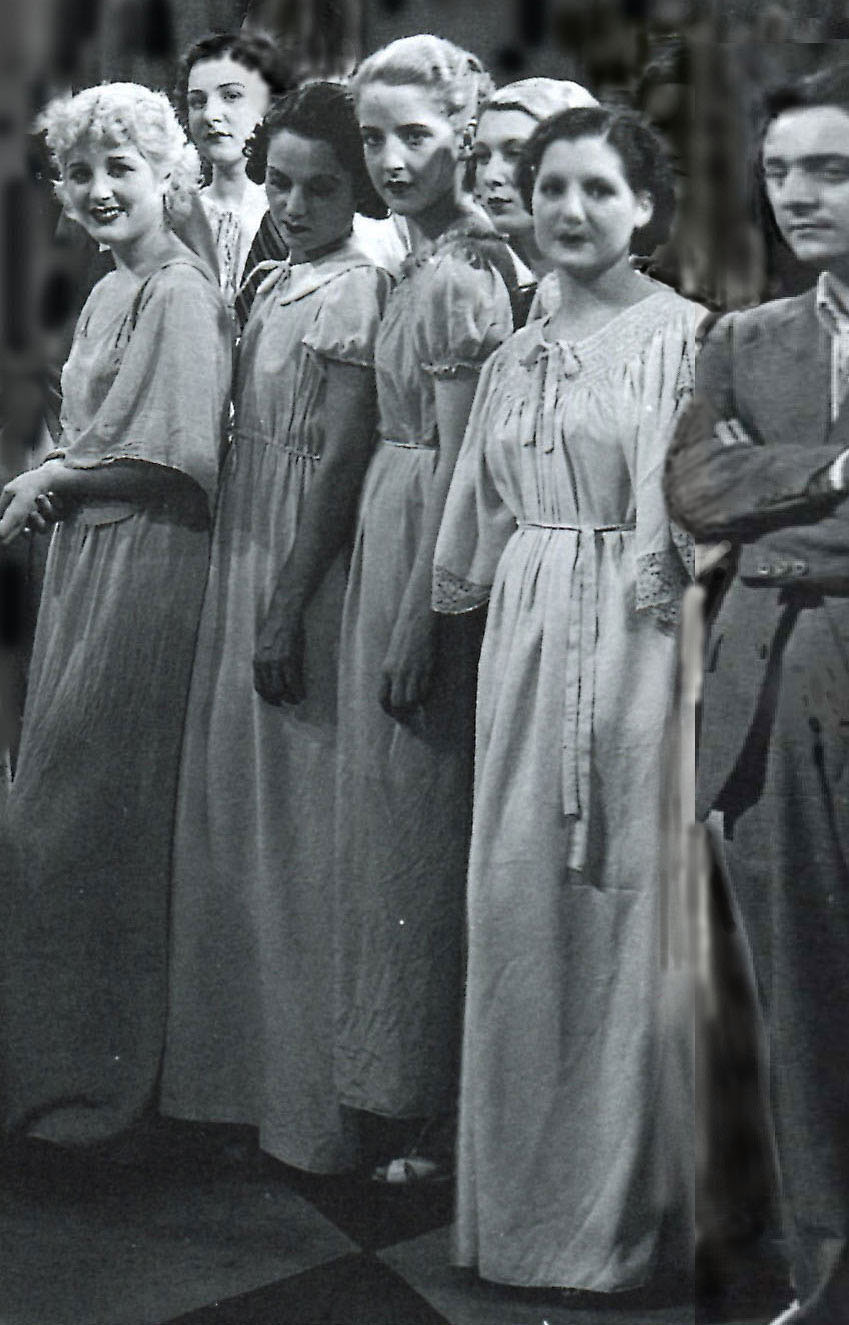
Sul set del film: il regista Matarazzo con 5 attrici del cast

Alla fine le sue idee prevarranno: non solo riuscirà a risolvere il mistero, smascherando con un abile stratagemma il vero colpevole, ma troverà anche moglie in una delle giovani insegnanti.

## Produzione
Secondo Angela Prudenzi di questa pellicola «non se ne sa nulla perché nessuna copia è sopravvissuta come del resto per altri film realizzati dal regista, soprattutto negli anni trenta e la sua perdita definitiva è affermata anche da Caldiron. Le uniche notizie relative ad essa sono quindi desumibili solo dalle cronache del tempo o dai ricordi di quanti vi parteciparono come la Pagnani, che ne fu la protagonista, secondo la quale esso fu «un tentativo di film giallo all'italiana».

### Soggetto e sceneggiatura
Il film era tratto dall'omonima commedia teatrale gialla di Edoardo Anton che nei primi mesi del 1935 era stato rappresentato con successo dalla Compagnia "Spettacoli gialli" di Romano Calò e che successivamente era stato anche trasmesso alla radio. Anton figura anche tra gli sceneggiatori, assieme a Guglielmo Giannini. Entrambi daranno vita con Matarazzo ad una affiatata collaborazione, tanto che la firma di questi due autori si ritroverà poi, anche se separatamente, in altre sei pellicole dirette nel periodo anteguerra dal regista romano.
Nel cast tecnico compare anche, con il ruolo di Direttore di produzione, quel Gastone Bosio che già aveva partecipato alla realizzazione di Treno popolare, primo film del regista romano, lodato dalla critica, ma fischiato dal pubblico.

### Riprese
Le riprese de Il serpente a sonagli, realizzate presso gli stabilimenti S.A.F.A di Roma, iniziarono alla fine di giugno del 1935, concludendosi nel mese di settembre, per poi completare l'iter produttivo quando, ad ottobre ricevette il nulla osta della censura.

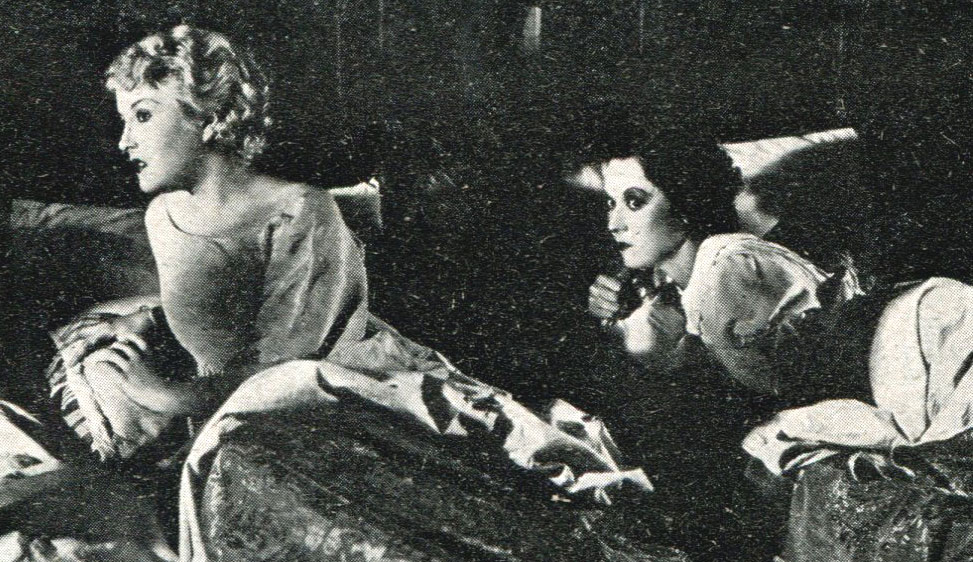
foto di scena

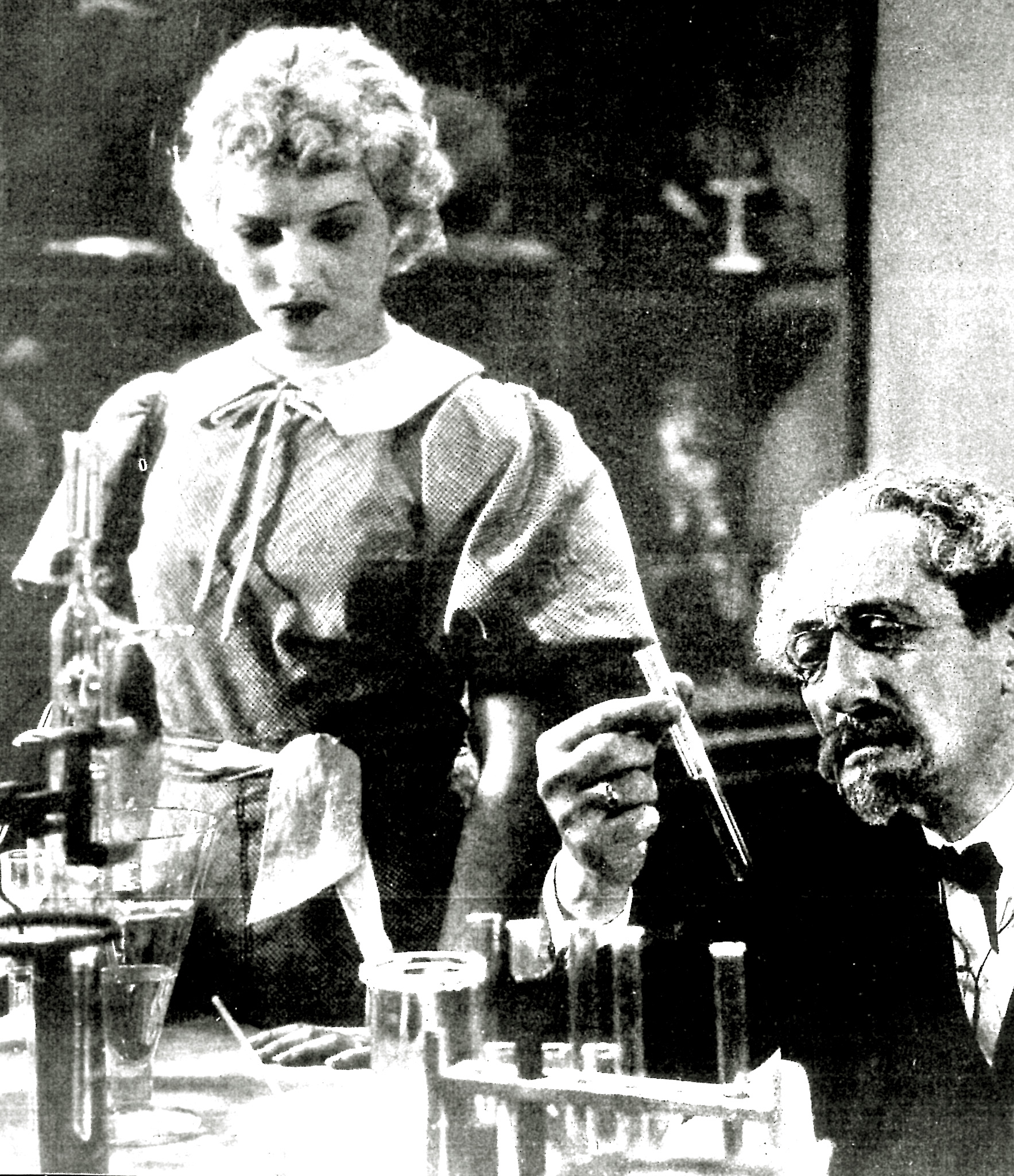
Vanna Vanni ed Ugo Ceseri in una scena del film

## Accoglienza

### Critica
I commenti sulla pellicola furono abbastanza positivi benché, in qualche caso, mettessero in evidenza la diversità di stile del regista rispetto agli esordi. Secondo La Stampa si trattava di «un film modesto, [che] non ha altra pretesa che di strappare qualche sorriso e qua e là vi riesce. Bosio e Matarazzo sono due giovani, lo stesso binomio che ci aveva dato Treno popolare ed ora, cresciuta l'esperienza, avrebbero dovuto cimentarsi con un tema più solido e convincente. Spettacolino in complesso piacevole».
Anche Cinema Illustrazione diede un giudizio abbastanza favorevole: «La sceneggiatura ha apportato parecchie varianti alla commedia poliziesca di Anton e non sempre con i risultati che si proponeva. Tuttavia il film non è privo di qualità. Forse gli ha nuociuto la fretta, ma è fuor di dubbio che Matarazzo ha qualità di regista e lo vedremo salire. Divertentissimo Besozzi nella parte del commissario».
Di «film vivo e divertente - scrisse il Corriere della sera - che corre via con spigliatezza e piacevolezza; abbiamo avuto il "giallo sentimentale", il "giallo grottesco", il "giallo comico" ed adesso Matarazzo è riuscito in quello che potrebbe parere un controsenso, il "giallo carino". C'è in questo film, nonostante il truce sfondo della storia, un'atmosfera gentile, una grazia che viene dall'uso giudizioso che il regista ha fatto degli elementi d'ambiente». Opinione condivisa anche dalla Rivista del Cinematografo secondo cui «Matarazzo fa strada: le sue qualità di regista si rivelano senza dubbio più mature in questo soggetto, pur stracco e convenzionale».

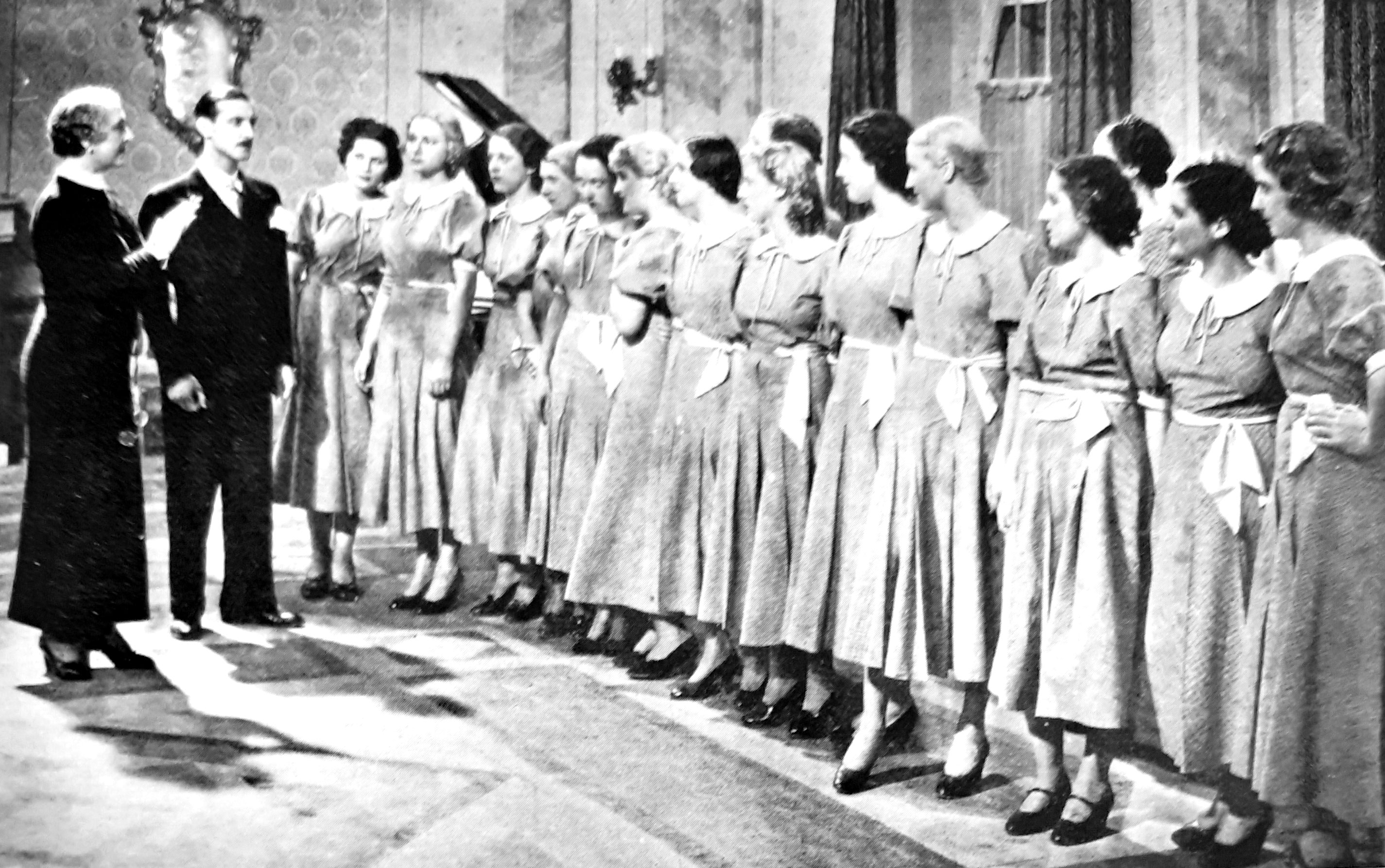
fotogramma del film, oggi non più reperibile

Tuttavia, secondo Sandro De Feo, «gli manca quel nervosismo e quella specie di spavalderia nel racconto e nei personaggi che rendono irresistibili i romanzi, i drammi, i film gialli; anche la comicità è troppo bonaria (...) comunque ha spunti spassosi ed un andamento piano ed amabile che conferma la chiarezza di vedute e di stile di Matarazzo».
Successivamente, anche tra quanti presero in esame, in vario modo, la filmografia di Matarazzo, Il serpente a sonagli non ricevette, sia per la natura dell'opera che per la sua irreperibilità, particolare attenzione. La stessa Prudenzi, nell'ampia monografia dedicata al regista, limita a poche righe il commento a questo film.

### Esito commerciale
Così come per tutta la produzione italiana degli anni trenta, anche per Il serpente a sonagli non esistono dati ufficiali sui risultati economici del film, né le fonti forniscono elementi indiretti a tale proposito.